# Пихль-Пройнегг
Пихль-Пройнег (нем. Pichl-Preunegg) — коммуна (нем. Gemeinde) в Австрии, в федеральной земле Штирия. 
Входит в состав округа Лицен.  Население составляет 907 человек (на 31 декабря 2005 года). Занимает площадь 54,34 км². Официальный код  —  61232.

## Политическая ситуация
Бургомистр коммуны — Йохан Шпильбихлер (АНП) по результатам выборов 2005 года.
Совет представителей коммуны (нем. Gemeinderat) состоит из 9 мест.
- АНП занимает 6 мест.
- АПС занимает 2 места.
- СДПА занимает 1 место.